# Раю (Васлуй)
Раю (рум. Raiu)— деревня, расположенная в жудеце Васлуй в Румынии. Административно подчинена городу Мурджени.

## География
Деревня расположена в 250 км к северо-востоку от Бухареста, 49 км к юго-востоку от Васлуя, 107 км к югу от Ясс, 90 км к северу от Галаца.

## Население
По данным переписи населения 2002 года в селе проживали 720  человек.

### Национальный состав
| Национальность | Кол-во человек | Процент |
| -------------- | -------------- | ------- |
| Румыны         | 720            | 100 %   |

### Родной язык
| Язык      | Кол-во человек | Процент |
| --------- | -------------- | ------- |
| Румынский | 720            | 100 %   |